# 6959 Міккелькоха
6959 Міккелькоха (6959 Mikkelkocha) — астероїд головного поясу, відкритий 3 листопада 1988 року.
Тіссеранів параметр щодо Юпітера — 3,239.